# كاتدرائية القديس أنطون البدواني (إسطنبول)
كاتدرائية القديس أنطون البدواني (بالتركيّة: St. Antuan Katolik Kilisesi) هي كاتدرائية رومانيَّة كاثوليكيَّة تقع في شارع الإستقلال، بمنطقة بايوغلو في إسطنبول، وقد أنشئ المبنى في 23 أغسطس عام 1906، من قبل المعماري كيوليو الذي ولد في إسطنبول.
ويدير الكنيسة الرهبان الإيطاليون، وتعد من أكبر كنائس الكاثوليك في إسطنبول، وتمتاز بقاعدة جماهيرية كبيرة، وقد فتحت هذه الكنيسة للعبادة في 15 فبراير عام 1912. وتقاس قداديس الكنيسة في اللغة التركية واللغة الإيطالية.
رعايا الكنيسة أساسًا هم من الشوام اللاتين وهم كاثوليك من خلفية إيطالية وفرنسية، يعود وجودهم إلى تجار الجمهوريات البحرية جنوة والبندقية الإيطاليين والممالك الصليبية بالإضافة إلى الفرنسيين الذين يعود وجودهم خلال إلى الحملة الصليبية الرابعة والإمبراطورية اللاتينية، ولا يزال يعيش أغلبهم في إسطنبول. تاريخيًا كان الشوام من أشد المؤيدين للبابوية الكاثوليكية، إضافة هناك كاثوليك أتراك عرقيًا وهم من معتنقي المسيحية (منهم متزوجين للشوام).